# Nagelsmühle
Nagelsmühle ist ein Gemeindeteil des Marktes Seinsheim im Landkreis Kitzingen (Unterfranken, Bayern). Nagelsmühle liegt in der Gemarkung Iffigheim.

## Geografische Lage
Die Einöde liegt an der Iff, einem linken Zufluss des Breitbachs, und an der Staatsstraße 2418, die zur Beigelsmühle (0,3 km nordwestlich) bzw. nach Iffigheim führt (0,2 km südlich). Die Kreisstraße KT 55 führt nach Tiefenstockheim (2 km nördlich).

## Geschichte
Nagelsmühle gehörte ursprünglich zur Realgemeinde Iffigheim und unterstand wie diese dem schwarzenbergischen Amt Wässerndorf, das das Hoch- und Niedergericht ausübte.
Mit dem Gemeindeedikt (frühes 19. Jahrhundert) wurde Nagelsmühle dem Steuerdistrikt Seinsheim und der Ruralgemeinde Iffigheim zugewiesen. Im Zuge der Gebietsreform in Bayern wurde Nagelsmühle am 1. Mai 1978 nach Seinsheim eingemeindet.

### Einwohnerentwicklung
| Jahr      | 001818 | 001836 | 001840 | 001861 | 001871 | 001885 | 001900 | 001925 | 001950 | 001961 | 001970 | 001987 |
| Einwohner | 5      | 6      | 6      | *      | 9      | 12     | 8      | 2      | 4      | 6      | 6      | 4      |
| Häuser    | 2      | 2      | 2      |        |        | 2      | 1      | 1      | 1      | 1      |        | 1      |
| Quelle    | [ 6 ]  | [ 10 ] | [ 11 ] | [ 12 ] | [ 13 ] | [ 14 ] | [ 15 ] | [ 16 ] | [ 17 ] | [ 18 ] | [ 19 ] | [ 1 ]  |

## Religion
Nagelsmühle ist römisch-katholisch geprägt und bis heute nach St. Peter und Paul (Seinsheim) gepfarrt.